# كارلي آن ماكورد
كارلي آن ماكورد (24 يوليو 1989-28 ديسمبر 2019) كانت مراسلة رياضية أمريكية.

## النشأة
ولِدت كارلي آن ماكورد ونشأت في مدينة باتون روج، ولاية لويزيانا. التحقت بمدرسة «القديس ميخائيل رئيس الملائكة» الثانوية، وتخرجت من جامعة ولاية نورث وسترن وفيما بعد من جامعة ولاية لويزيانا. وقد شاركت في مسابقة ملكة جمال لويزيانا من عام 2009 إلى عام 2013 وحصلت على المركز الثاني في عامي 2012 و2013.

## مهنة الإذاعة
حصلت كارلي على أول وظيفة إذاعية لها في كليفلاند حيث عملت كمراسلة داخلية لكليفلاند براونز وتم تعيينها لاحقًا من قبل محطة إذاعة CBS Radio Cleveland لتكون عضوًا في برنامج صباحي على محطة إذاعة WQAL-FM.
بعد عودتها إلى لويزيانا، عملت كمذيعة مستقلة في القناوات التليفزيونية الرياضية Cox Sports Television وESPN3 وWDSU. كما عملت أيضًا كمراسلة إعلامية رقمية لقاعة المشاهير الرياضية في لويزيانا، وأيضًا مضيفة في «لعبة نيو أورلينز بيليكانز»(New Orleans Pelicans) ونيو أورليانز ساينتس.

## الوفاة
في 28 ديسمبر 2019، كانت كارلي آن ماكورد واحدة من خمسة ركاب قُتلوا، وذلك بعد وقت قصير من سفرها على متن طائرة صغيرة تحطمت في حقل على بعد ميل واحد من مطار لافاييت الإقليمي. وقد تم إنقاذ ناجٍ وحيد في حالة حرجة. كانت كارلي مسافرة في طريقها لتغطية لعبة كرة القدم NCAA السنوية لصالح قناة ودسو-WDSU. وقد تصادف أن والد زوجها -ستيف إنسمينغر-كان المنسق الهجومي ومدرب لاعبي الوسط لفريق LSU Tigers لكرة القدم الذي يشارك في المبارة. كانت تبلغ من العمر حين وفاتها 30 عامًا.